# 婚外恋愛
『婚外恋愛』（こんがいれんあい）は、2002年1月10日より3月14日まで毎週木曜日21:00 - 21:54（JST）に、テレビ朝日系列の「木曜ドラマ」枠で放送されていた日本のテレビドラマ。主演は永作博美。
セックスレスの夫婦を描いたラブコメディ。

## キャスト
湯浅家
- 湯浅みつる〈30〉（雑誌「アヴァンティ」編集者） - 永作博美
- 湯浅拓也〈28〉（外車ディーラー（プジョー）勤務） - 堺雅人
- 湯浅のぶ子（姑） - 大森暁美

広瀬家
- 広瀬真一郎〈45〉（大学教授） - 根津甚八
- 広瀬志津香〈28〉（拓也の高校時代の同級生） - 釈由美子

小野寺家
- 小野寺孝〈30〉 - 宮迫博之
- 小野寺ユリ〈30〉 - 高橋由美子
- 小野寺健太〈8〉 - 樋口達也
- 小野寺桃子〈5〉 - 中原知南

アヴァンティ編集部
- 鴨田編集長 - 高杉亘
- 伊崎徹 - 忍成修吾
- 若山梢 - 池田真紀
- 松村智美 - 北川弘美

その他
- 斉藤亮馬〈33〉（みつるの元恋人） - 原田龍二
- 北川えり （拓也の同僚）
- 佐藤康恵 （第9話）

## スタッフ
- 脚本 - 浅野妙子
- 音楽 - 千住明
- 演出 - 久野昌宏、六車俊治、常廣丈太（テレビ朝日）
- 主題歌 - Lyrico「True Romance」
- 挿入歌 - Lyrico「Immortality」
- チーフプロデューサー - 黒田徹也（テレビ朝日）
- プロデューサー - 内山聖子（テレビ朝日）、大久保なみ
- 制作 - テレビ朝日

## 放送日程
| 各話                                                       | 放送日        | サブタイトル               | 演出     | 視聴率 |
| ---------------------------------------------------------- | ------------- | -------------------------- | -------- | ------ |
| 第1話                                                      | 2002年1月10日 | 最愛のご主人を貸して下さい | 久野昌宏 | 11.4%  |
| 第2話                                                      | 2002年1月17日 | 夫と彼女のはじめてのデート | 久野昌宏 | 08.7%  |
| 第3話                                                      | 2002年1月24日 | あなたを、絶対離さない     | 六車俊治 | 08.7%  |
| 第4話                                                      | 2002年1月31日 | そして、夫は恋におちた     | 六車俊治 | 07.8%  |
| 第5話                                                      | 2002年2月07日 | 元カレとの許されないキス   | 久野昌宏 | 07.0%  |
| 第6話                                                      | 2002年2月14日 | さよなら、大好きな人       | 久野昌宏 | 08.1%  |
| 第7話                                                      | 2002年2月21日 | もう、我慢できない         | 常廣丈太 | 09.9%  |
| 第8話                                                      | 2002年2月28日 | 決めた！もう迷わない       | 六車俊治 | 06.8%  |
| 第9話                                                      | 2002年3月07日 | こんにちは赤ちゃん         | 六車俊治 | 09.7%  |
| 最終話                                                     | 2002年3月14日 | この際だから言うけど       | 久野昌宏 | 08.6%  |
| 平均視聴率 8.67%（視聴率は関東地区・ビデオリサーチ社調べ） |               |                            |          |        |

## 特徴
- 主演の永作博美と堺雅人、主題歌のLyrico（映画ライターのLilicoとは別人）は田辺エージェンシー所属。
- 当時、木曜ドラマ枠はプジョー・ジャポンが提供しており、撮影に東京都目黒区の「ブルーライオン目黒」でロケされていた。ちなみに永作博美も実際にプジョー306カブリオレを所有していたことがある。しかし、番組終了のヒッチハイク枠にはライバルであるフォルクスワーゲンのCMが流れていた。
- 拓也の愛車プジョー・307のナンバープレートは「・326」（「みつる」と読める）

## 婚外恋愛と不倫、セカンドパートナーの違いについて
婚外恋愛と不倫、セカンドパートナーの違いについて以下のような認識の違いがあるとされている。
| 婚外恋愛                                                            | 不倫                                | セカンドパートナー |
| ------------------------------------------------------------------- | ----------------------------------- | --- |
| 肉体的な関係を持たない 精神的なつながりを意識したプラトニックな関係 | 性的な関係を持つ 不貞行為なども含む | 既婚者が配偶者（ファーストパートナー）とは別に持つプラトニックな婚外パートナー 家庭も守りながら、自分自身の気持ちと向き合おうとする関係性 |